# 中沢洽樹
中沢 洽樹（なかざわ こうき、1915年11月15日- 1997年6月18日）は、日本の聖書学者。立教大学名誉教授。

## 略歴
高知県生まれ。1938年東京帝国大学文学部宗教学科卒業。1950年から1952年までニューヨークのユニオン神学校に留学。1954年立教大学文学部キリスト教学科助教授、のち教授。1962年「第二イザヤ研究」で東京大学より文学博士の学位を取得。1980年定年退任、名誉教授。

## 著書

### 単著
- 『苦難の僕 イザヤ書53章の研究』新教出版社、聖書学叢書　1954
- 『若き内村鑑三論 職業と結婚をめぐって』待晨堂書店、1958
- 『イザヤ書 第2巻 (第40-66章)』新教出版社、旧約聖書註解シリーズ 1959
- 『第二イザヤ研究』山本書店、1962
- 『日本の聖書学』山本書店、1968
- 『内村鑑三 真理の証人』キリスト教夜間講座出版部、1971
- 『忘却と想起』山本書店、1972
- 『ヨブ記のモチーフ』山本書店、1978
- 『続・忘却と想起』山本書店、1979
- 『続々・忘却と想起』山本書店、1982
- 『「空の空」-知の敗北』山本書店、1985
- 『忘却と想起 第4』山本書店、1988
- 『旧約遍歴』山本書店、1991

### 共編
- 『日本におけるブルンナー 講演と想い出』川田殖共編 新教出版社、1974

## 翻訳
- カール・ヒルティー『結婚の神聖について 他二編』  新教出版、1946
- ジャック・フィネガン『古代文化の光 ヘブライ=クリスト宗教の考古学的背景』三笠宮崇仁,赤司道雄共訳 岩波書店、1955
- 『旧約聖書 世界の名著』中央公論社、1968　のち中公クラシックス
- 『イザヤ書 新訳と略註』新教出版社、1990
- 『ヨブ記 新訳と略註』新教出版社、1991

## 論文
- Cinii

## 参考
- 旧約聖書 - 紀伊国屋書店BookWeb